# Палата депутатов Люксембурга
Палата депутатов Люксембурга (люкс. D'Chamber, фр. Chambre des Deputes, нем. Abgeordnetenkammer) — законодательный орган Люксембурга.

## Состав и полномочия
Палата депутатов состоит из 60 депутатов, избираемых путём прямых всеобщих выборов по пропорциональной системе сроком
на 5 лет. Члены Палаты депутатов не могут быть членами правительства. Правительство ответственно перед Палатой депутатов.

## Результаты некоторых выборов

### Выборы2018 года
- Христианско-социальная народная партия — 28,31 %
- Люксембургская социалистическая рабочая партия — 17,60 %
- Демократическая партия — 16,91 %
- «Зеленые» — 15,12 %
- Альтернативная демократическая реформистская партия — 8,28 %
- Пиратская партия — 6,45 %
- Левые — 5,48 %
- Коммунистическая партия Люксембурга — 1,27 %
- Демократия — 0,29 %
- Консерваторы — 0,27 %

### Выборы2013 года
- Христианско-социальная народная партия — 33,66 %
- Люксембургская социалистическая рабочая партия — 20,28 %
- Демократическая партия — 18,27 %
- «Зеленые» — 10,13 %
- Альтернативная демократическая реформистская партия — 6,65 %
- Левые — 4,92 %
- Коммунистическая партия Люксембурга — 1,63 %
- Партия за полную демократию — 1,50 %

### Выборы2009 года
- Христианско-социальная народная партия — 38,0 %
- Люксембургская социалистическая рабочая партия — 21,5 %
- Демократическая партия — 15,0 %
- «Зеленые» — 11,7 %
- Альтернативная демократическая реформистская партия — 8,1 %
- Левые — 3,1 %
- Коммунистическая партия Люксембурга — 1,4 %
- Гражданский список — 0,8 %

### Выборы2004 года
- Христианско-социальная народная партия — 36,11 %
- Люксембургская социалистическая рабочая партия — 23,37 %
- Люксембургская демократическая партия — 16,05 %
- «Зеленые» — 11,58 %
- Комитет действия за демократию и справедливость — 9,95 %

### Выборы1999 года
- Христианско-социальная народная партия — 30,1 %
- Люксембургская демократическая партия — 22,35 %
- Люксембургская социалистическая рабочая партия — 22,29 %
- Комитет действия за демократию и справедливость — 11,31 %
- «Зеленые» — 9,08 %
- «Левые» — 3,3 %